# Monyoród
Monyoród es un pueblo ubicado en el distrito de Bóly, en el condado de Baranya, Hungría.

## Superficie
Posee una superficie de 7,120 kilómetros cuadrados.

## Demografía
Hasta 2019 la población era de 147 habitantes, con una densidad de población de 20,65 habitantes por kilómetro cuadrado.